# جاستین مورو
جاستین مورو (انگلیسی: Justin Morrow؛ زادهٔ ۴ اکتبر ۱۹۸۷) بازیکن فوتبال اهل ایالات متحده آمریکا است.

## فعالیت ورزشی

### باشگاهی
از باشگاه‌هایی که در آن بازی کرده‌است می‌توان به باشگاه فوتبال سن‌خوزه ارث‌کوئیکز و باشگاه فوتبال تورنتو اشاره کرد.

## ملی
وی همچنین در تیم ملی فوتبال ایالات متحده آمریکا بازی کرده‌است.